# Miguel Merino Torres
Ángel Miguel Merino Torres (Madrid, 2 de octubre de 1966) es un entrenador y exfutbolista español que jugaba principalmente en la posición de centrocampista.Es padre del también futbolista profesional Mikel Merino.

## Trayectoria

### Como jugador
Como jugador, ocupaba la plaza de centrocampista organizador. Surgió de la cantera del A.V. La Chimenea, un equipo del madrileño barrio de Usera. Pasó por las categorías inferiores del Real Madrid y finalmente fichó por el CD Leganés, que lo incorporó a su juvenil. En la temporada 1986/87 sube al primer equipo, que por aquella época disputaba la Segunda División B. Con el Leganés despuntó y se mostró como un centrocampista con gran potencial. 
En la temporada 1988/89, el Club Atlético Osasuna lo fichaba para jugar en Primera División. Esa misma campaña, cuajó una gran temporada, con 31 encuentros y 4 goles. En los seis años que pasó en el equipo de Pamplona, fue fijo en las alineaciones osasunistas, especialmente en la 1992/93 (35 partidos y 6 goles).
En el verano de 1994, tras el descenso de los navarros, fichó por el Celta de Vigo, donde continuó manteniendo su posición en el once titular los tres años que militó en el equipo gallego. En la 1997/98 ficha por la UD Las Palmas, de Segunda División
Dos años después, en la 1999/00, vuelve a la disciplina del CD Leganés, también en la categoría de plata, donde juega otros dos años superando los 35 encuentros en cada una. En la 2001/02 recala en el Burgos CF y finaliza su carrera como jugador la 2002/03 en la AD Ceuta, en Segunda B. En total, sumó 468 encuentros y 42 goles.

### Como entrenador
Una vez colgadas las botas, se incorporó al cuerpo técnico del Club Atlético Osasuna. En la temporada 2004/05 ocupó el cargo de segundo entrenador del Juvenil y, al año siguiente, lo dirigió directamente. De 2007 a 2013 fue entrenador del Osasuna Promesas en Segunda División B. En 2013 se produjeron cambios en el cuerpo técnico osasunista, por lo que acabó fichando por la Peña Sport de Tafalla en Segunda B.

## Clubes
| Club                | País                | Año                 | Partidos | Goles |
| ------------------- | ------------------- | ------------------- | -------- | ----- |
| CD Leganés          | España              | 1987-1988           | 24       | 5     |
| Osasuna             | España              | 1988-1994           | 196      | 18    |
| Celta de Vigo       | España              | 1994-1997           | 121      | 9     |
| Las Palmas          | España              | 1997-1999           | 55       | 6     |
| CD Leganés          | España              | 1999-2001           | 74       | 9     |
| Burgos CF           | España              | 2001-2002           | 40       | 4     |
| Ceuta               | España              | 2002-2003           | 22       | 2     |
| Total en su carrera | Total en su carrera | Total en su carrera | 532      | 53    |

### Como entrenador
| Club             | País   | Año       |
| ---------------- | ------ | --------- |
| Osasuna Promesas | España | 2008-2013 |
| Peña Sport       | España | 2013-2014 |